# GNU linker
GNU linker (или GNU ld) — компоновщик исполняемых файлов, свободная реализация компоновщика ld ОС Unix.
GNU linker является частью пакета GNU Binary Utilities (binutils), распространяемого в соответствии с условиями GNU General Public License.

## Функциональность
Как и прочие компоновщики, GNU linker создаёт исполняемый модуль (или библиотеку) из объектных модулей, созданных в процессе компиляции программного проекта.

## Особенности
Для осуществления большего контроля над процессом компоновки GNU ld может быть передан linker script.